# پاریبا
پاریبا (انگلیسی: Paribas) شرکت خدمات مالی و بانکداری فرانسوی است، که در سال ۱۸۷۲ تأسیس شد.